# 29e cérémonie des Screen Actors Guild Awards
La 29e cérémonie des Screen Actors Guild Awards (SAG Awards), décernés par la Screen Actors Guild, a lieu le 26 février 2023 et récompense les acteurs et actrices du cinéma et de la télévision ayant tourné en 2022.
Les nominations sont annoncées le 11 janvier 2023.

## Palmarès

### Cinéma

#### Meilleur acteur
- Brendan Fraser pour le rôle de Charlie dans The Whale
  - Austin Butler pour le rôle de Elvis Presley dans Elvis
  - Colin Farrell pour le rôle de Pádraic Súilleabháin dans Les Banshees d'Inisherin
  - Bill Nighy pour le rôle de Williams dans Vivre (Living)
  - Adam Sandler pour le rôle de Stanley Sugerman dans Le Haut du panier (Hustle)

#### Meilleure actrice
- Michelle Yeoh pour le rôle de  Evelyn Wang dans Everything Everywhere All at Once
  - Cate Blanchett pour le rôle de Lydia Tár dans Tár
  - Viola Davis pour le rôle de Nanisca dans The Woman King
  - Ana de Armas pour le rôle de Marilyn Monroe dans Blonde
  - Danielle Deadwyler pour le rôle de Mamie Till-Mobley dans Emmett Till (Till)

#### Meilleur acteur dans un second rôle
- Ke Huy Quan pour le rôle de  Waymond Wang dans Everything Everywhere All at Once
  - Paul Dano pour le rôle de dans Burt Fabelman The Fabelmans
  - Brendan Gleeson pour le rôle de Colm Doherty dans Les Banshees d'Inisherin
  - Barry Keoghan pour le rôle de  Dominic Kearney dans Les Banshees d'Inisherin
  - Eddie Redmayne pour le rôle de Charles Cullen dans Meurtres sans ordonnance (The Good Nurse)

#### Meilleure actrice dans un second rôle
- Jamie Lee Curtis pour le rôle de Deirdre Beaubeirdra dans Everything Everywhere All at Once
  - Angela Bassett pour le rôle de Reine Ramonda dans Black Panther: Wakanda Forever
  - Hong Chau pour le rôle de Liz dans The Whale
  - Kerry Condon pour le rôle de Siobhán Súilleabháin dans Les Banshees d'Inisherin
  - Stephanie Hsu pour le rôle de Joy Wang / Jobu Tupaki dans Everything Everywhere All at Once

#### Meilleure distribution
- Everything Everywhere All at Once – Jamie Lee Curtis, James Hong, Stephanie Hsu, Ke Huy Quan, Harry Shum Jr., Jenny Slate, Michelle Yeoh
  - Babylon – Jovan Adepo, P. J. Byrne, Diego Calva, Lukas Haas, Olivia Hamilton, Li Jun Li, Tobey Maguire, Max Minghella, Brad Pitt, Margot Robbie, Rory Scovel, Jean Smart, Katherine Waterston
  - Les Banshees d'Inisherin – Kerry Condon, Colin Farrell, Brendan Gleeson, Barry Keoghan
  - The Fabelmans – Jeannie Berlin, Paul Dano, Judd Hirsch, Gabriel LaBelle, David Lynch, Seth Rogen, Michelle Williams
  - Women Talking  – Jessie Buckley, Claire Foy, Kate Hallett, Judith Ivey, Rooney Mara, Sheila McCarthy, Frances McDormand, Michelle McLeod, Liv McNeil, Ben Whishaw, August Winter

#### Meilleure équipe de cascadeurs
- Top Gun: Maverick
  - Avatar : La Voie de l'eau (Avatar: The Way of Water)
  - The Batman
  - Black Panther: Wakanda Forever
  - The Woman King

### Télévision

#### Meilleur acteur dans une série dramatique
- Jason Bateman pour le rôle de Martin "Marty" Byrde dans Ozark
  - Jonathan Banks pour le rôle de Mike Ehrmantraut dans Better Call Saul
  - Jeff Bridges pour le rôle de Dan Chase / Henry Dixon / Johnny Kohler dans The Old Man
  - Bob Odenkirk pour le rôle de Saul Goodman dans Better Call Saul
  - Adam Scott pour le rôle de Mark Scout dans Severance

#### Meilleure actrice dans une série dramatique
- Jennifer Coolidge pour le rôle de Tanya McQuoid-Hunt dans The White Lotus
  - Elizabeth Debicki pour le rôle de Diana Spencer dans The Crown
  - Julia Garner pour le rôle de Ruth Langmore dans Ozark
  - Laura Linney pour le rôle de Wendy Byrde dans Ozark
  - Zendaya pour le rôle de Rue Bennett dans Euphoria

#### Meilleure distribution pour une série dramatique
- The White Lotus: Sicily – F. Murray Abraham, Paolo Camilli, Jennifer Coolidge, Adam DiMarco, Meghann Fahy, Federico Ferrante, Bruno Gouery, Beatrice Grannò, Jon Gries, Tom Hollander, Sabrina Impacciatore, Michael Imperioli, Theo James, Aubrey Plaza, Haley Lu Richardson, Eleonora Romandini, Federico Scribani, Will Sharpe, Simona Tabasco, Leo Woodall, Francesco Zecca
  - Better Call Saul – Jonathan Banks, Ed Begley Jr., Tony Dalton, Giancarlo Esposito, Patrick Fabian, Bob Odenkirk, Rhea Seehorn
  - The Crown – Elizabeth Debicki, Claudia Harrison, Andrew Havill, Lesley Manville, Jonny Lee Miller, Flora Montgomery, James Murray, Jonathan Pryce, Ed Sayer, Imelda Staunton, Marcia Warren, Dominic West, Olivia Williams
  - Ozark – Jason Bateman, Nelson Bonilla, Jessica Frances Dukes, Lisa Emery, Skylar Gaertner, Julia Garner, Alfonso Herrera, Sofia Hublitz, Kevin L. Johnson, Katrina Lenk, Laura Linney, Adam Rothenberg, Felix Solls, Charlie Tahan, Richard Thomas, Damian Young
  - Severance – Patricia Arquette, Michael Chernus, Zach Cherry, Michael Cumpsty, Dichen Lachman, Britt Lower, Adam Scott, Tramell Tillman, Jen Tullock, John Turturro, Christopher Walken

#### Meilleur acteur dans une série comique
- Jeremy Allen White pour le rôle de Carmen "Carmy" Berzatto dans The Bear
  - Anthony Carrigan pour le rôle de NoHo Hank dans Barry
  - Bill Hader pour le rôle de Barry Berkman / Barry Block dans Barry
  - Steve Martin pour le rôle de Charles-Haden Savage dans Only Murders in the Building
  - Martin Short pour le rôle de Oliver Putnam dans Only Murders in the Building

#### Meilleure actrice dans une série comique
- Jean Smart pour le rôle de Deborah Vance dans Hacks
  - Christina Applegate pour le rôle de Jen Harding dans Dead to Me
  - Rachel Brosnahan pour le rôle de Miriam "Midge" Maisel dans La Fabuleuse Madame Maisel
  - Quinta Brunson pour le rôle de Janine Teagues dans Abbott Elementary
  - Jenna Ortega pour le rôle de Mercredi Addams dans Mercredi

#### Meilleure distribution pour une série comique
- Abbott Elementary – Quinta Brunson, William Stanford Davis, Janelle James, Chris Perfetti, Sheryl Lee Ralph, Lisa Ann Walter, Tyler James Williams
  - Barry – Sarah Burns, D'Arcy Carden, Anthony Carrigan, Turhan Troy Caylak, Sarah Goldberg, Nick Gracer, Bill Hader, Jessy Hodges, Michael Irby, Gary Kraus, Stephen Root, Henry Winkler
  - The Bear – Lionel Boyce, Liza Colón-Zayas, Ayo Edebiri, Abby Elliott, Edwin Lee Gibson, Corey Hendrix, Matty Matheson, Ebon Moss-Bachrach, Jeremy Allen White
  - Hacks – Carl Clemons-Hopkins, Paul W. Downs, Hannah Einbinder, Mark Indelicato, Jean Smart, Megan Stalter
  - Only Murders in the Building – Michael Cyril Creighton, Cara Delevingne, Selena Gomez, Jayne Houdyshell, Steve Martin, Martin Short, Adina Verson

#### Meilleur acteur dans une mini-série ou un téléfilm
- Sam Elliott pour le rôle de Shea Brennan dans 1883
  - Steve Carell pour son rôle de Alan Strauss dans The Patient
  - Taron Egerton pour le rôle de James Keane dans Black Bird
  - Paul Walter Hauser pour le rôle de Larry Hall dans Black Bird
  - Evan Peters pour le rôle de Jeffrey Dahmer dans Monstre

#### Meilleure actrice dans une mini-série ou un téléfilm
- Jessica Chastain pour le rôle de Tammy Wynette dans George & Tammy
  - Emily Blunt pour le rôle de Cornelia Locke dans The English
  - Julia Garner pour le rôle d'Anna Delvey dans Inventing Anna
  - Niecy Nash pour le rôle de Glenda Cleveland dans Monstre
  - Amanda Seyfried pour le rôle de Elizabeth Holmes dans The Dropout

#### Meilleure équipe de cascadeurs dans une série télévisée
- Stranger Things
  - Andor
  - The Boys
  - House of the Dragon
  - Le Seigneur des Anneaux : Les Anneaux de Pouvoir